# واندا هندریکس
واندا هندریکس (انگلیسی: Wanda Hendrix؛ ۳ نوامبر ۱۹۲۸ – ۱ فوریهٔ ۱۹۸۱) یک هنرپیشه اهل ایالات متحده آمریکا بود.